# Nerio Nesi
Nerio Nesi (Bologna, 16 giugno 1925 – Torino, 11 febbraio 2024) è stato un politico, banchiere e partigiano italiano, a lungo dirigente del Partito Socialista Italiano, diventato anche Ministro dei lavori pubblici in quota PdCI nel secondo governo Amato.

## Biografia

### Origini e prima formazione politica
Nerio Nesi nacque il 16 giugno 1925, in una famiglia proletaria di Corticella, un quartiere di Bologna, figlio di operaio specializzato di una casalinga. Nesi partecipò alla Resistenza partigiana ed in seguito si laureò in giurisprudenza. Profondamente cattolico, ebbe la sua prima esperienza politica nella Democrazia Cristiana; fu una scelta legata non a motivi ideologici ma al suo spirito anticonformista, dato che nel suo paese il Partito Comunista Italiano aveva il 58% dei voti, mentre la DC arrancava al 12% circa.
Amico di Enrico Berlinguer, nel 1946 partecipò con lui e altri a una missione in URSS e fu per questo espulso dallo scudo crociato. Nonostante i buonissimi rapporti con Enrico Berlinguer, preferì non aderire al PCI. Entrò invece nel 1960 nel Partito Socialista Italiano, aderendo alla corrente guidata da Riccardo Lombardi, quella schierata più a sinistra.

### L'attività bancaria
Divenne banchiere per caso: nel 1967 fu nominato vicepresidente della Cassa di Risparmio di Torino, dopo che vari esponenti socialisti ebbero rifiutato tale incarico. Poco dopo creò l'ufficio Credito e Assicurazione del PSI (di cui fu capo dal 1977 al 1978) e la sua scalata proseguì senza sosta: fu presidente della Banca Nazionale del Lavoro (la BNL) negli anni Ottanta e fino alla caduta del Muro di Berlino; in precedenza lavorò come giornalista economico presso la Rai di Torino e presso la Olivetti.
Pochi mesi prima del termine della presidenza Nesi, nell'agosto 1989, la BNL fu coinvolta in uno scandalo consistente nel finanziamento di 8.000 miliardi di lire partito da un filiale di Atlanta (USA) della BNL a favore di Saddam Hussein, in guerra con la repubblica islamica dell'Iran, vicenda che provocò inchieste della magistratura, interrogazioni parlamentari e le successive dimissioni di Nesi.

### Ministro dei Lavori Pubblici e candidatura a Presidente della Lombardia
Nonostante la sua situazione economica ormai molto agiata, volle rimanere in politica sempre dalla parte della sinistra e fu per questo soprannominato il "banchiere rosso".
I suoi rapporti con Bettino Craxi non furono sempre positivi e nel novembre 1992 lasciò il PSI.
Nel 1995 entrò in Rifondazione Comunista e venne eletto deputato nel 1996.
Nel 1998 però si staccò dal partito di Fausto Bertinotti, in quanto contrario alla sfiducia che il PRC diede a Romano Prodi e cofondò il Partito dei Comunisti Italiani. Durante il governo guidato da Giuliano Amato fu Ministro dei lavori pubblici. Alle regionali del 2000 si candidò per il PdCI alla presidenza della Regione Lombardia, in alternativa sia a Formigoni che a Martinazzoli, ottenendo il 2,0% dei suffragi.
Nel 2001 si candidò come deputato in Liguria e vinse grazie all'appoggio concessogli dalla coalizione di centrosinistra, L'Ulivo.
Il 21 marzo del 2004 uscì polemicamente dai Comunisti Italiani.
Decise di tornare nella famiglia socialista e il 15 aprile 2005 aderì ai Socialisti Democratici Italiani con i quali partecipò al progetto di "Unità Socialista". Fu vicepresidente della "Commissione Ambiente, Territorio e Lavori Pubblici" nella XIV legislatura.
Con lo SDI confluì nel Partito Socialista, ma se ne distaccò dopo il I congresso del 2008, per il quale sostenne la mozione Progetto e ricambio, per avvicinarsi al Partito Democratico.

### Attività culturali
Nella sua vita si interessò molto alle vicende politico-economiche della Spagna e per questo fu nominato da Norberto Bobbio presidente dell'Associazione Culturale Italia-Spagna nel 1970.
Presiedette inoltre il CONAPA (Coordinamento nazionale delle associazioni dei piccoli azionisti), carica passata poi a Bruno Tabacci, mantenendo la presidenza onoraria fino allo scioglimento dell'associazione nel 2020.
Dopo essere stato presidente dell'Associazione Amici della Fondazione Cavour, subentrò a Mario Garavelli quale presidente della Fondazione Cavour di Santena.

## Vita privata
Nel 2001, a Frassineto Po (Alessandria), si sposò con Patrizia Presbitero, Responsabile dell'Unità Operativa di Emodinamica e Cardiologia Interventistica dell'Istituto Clinico Humanitas di Milano.

## Prese di posizione
Il 19 gennaio 2008, prese posizione ufficialmente, con una lettera sul quotidiano la Repubblica, contro le contestazioni alla prevista visita di Papa Benedetto XVI all'Università La Sapienza di Roma.

## Opere
Nerio Nesi, raro esempio di Cavaliere del Lavoro attivo in Italia sul fronte politico della sinistra, scrisse due libri: 
- Banchiere di complemento, Sperling & Kupfer, 1993, ISBN 88-200-1215-4, consistente in un'autobiografia e disquisente della sua lunga carriera di banchiere;
- Ministro di complemento, 2001, trattasi, invece, del resoconto del suo lavoro ministeriale.

Scrisse anche numerosi saggi e articoli sul caso Parmalat.